# Fiordo de Reloncaví
El  Estuario de Reloncaví es una entrada de mar en el sur de Chile, ubicado en la Región de Los Lagos. Se encuentra en las comunas de Puerto Varas y Cochamó y en sus aguas desembocan los ríos Petrohué, Cochamó, Blanco, Puelo y las aguas de la central hidroeléctrica Canutillar.

## Nombre genérico
Ramón Serrano Montaner en la sección "Observaciones" al comienzo de a su Derrotero del Estrecho de Magallanes, Tierra del Fuego i Canales de la Patagonia (1891) explica la confusión en Chile para designar los brazos de mar que se internan en tierra sin atravesarla, que en castellano no tienen nombre común aceptado. A veces, explica, se les llama fiordo, otras estuario, a menudo seno y pero también esteros, prefiriendo él el de estero por ser el más usado en Chiloé. Luis Risopatrón les aplica el mismo nombre genérico, ejemplo mapa de la zona de Puerto Montt, pero el Instituto Geográfico Militar de Chile les llama fiordo, ejemplo mapa de la zona del fiordo Aysén.

## Geografía
En la geografía chilena, el estuario marca el final de la depresión intermedia, y también da inicio a la Carretera Austral, que une a Puerto Montt con Villa O'Higgins.

## Clima
Su clima se caracteriza por ser de tipo templado húmedo, y posee una precipitación anual entre 3300 y 4500 mm. Las variaciones de temperatura promedio fluctúan entre los 7 C hasta los 20 C en la época de verano (enero).
El Fiordo es usado tanto como para la navegación, turismo y deportes, como también para el cultivo de salmones y la acuicultura. En sus aguas, en forma nativa, están los puyes, róbalo y la merluza de cola. En las cercanías posee varios parques nacionales.
Dentro de la historia de la Iglesia Católica en Chile, los jesuitas comenzaron a evangelizar las comunidades del seno de Reloncaví a partir del ingreso por el estuario, internándose al continente, tras dejar una misión en la isla de Chiloé.